# Pogo (album)
Pogo – drugi album studyjny polskiej grupy muzycznej Dr Misio. Wydany został 21 października 2014 roku nakładem wytwórni płytowej Universal Music Polska. Autorami tekstów do większości piosenek są Krzysztof Varga i Marcin Świetlicki. Wyjątek stanowi utwór "Ona wie", powstały w oparciu o słowa wiersza Cypriana Kamila Norwida. W ramach promocji do utworów „Pogo” oraz „Hipster” zostały zrealizowane teledyski. Za produkcję muzyczną albumu odpowiadał Olaf Deriglasoff. Nagrania dotarły do 37. miejsca zestawienia OLiS.

Jak zawsze śpiewamy o rzeczach najważniejszych, eschatologicznych, o przemijaniu, miłości i śmierci. Maszyna czasu i śmierci, która pojawia się między utworami, nazywa świat, o którym chcemy na tej płycie opowiedzieć. Sprawia też, że wbrew naszym czasom, archaicznie, a może bardziej anarchistycznie, powracamy do idei płyty konceptualnej. Zabierającej słuchacza w 46 minut podróży. Bez chwili wytchnienia.

21 kwietnia 2015 roku ukazała się edycja specjalna albumu, składająca się z płyty CD uzupełnionej o trzy dodatkowe utwory „Ślepe koty”, „Warszawska masakra piłą spalinową” i „Miłość” oraz DVD, zawierającej zapis koncertu zespołu, zarejestrowany podczas Przystanku Woodstock 2014.

## Lista utworów
Opracowano na podstawie materiału źródłowego.
| 1.  | "Pogo"                                                      | 3:08  |
|     | - sł. Krzysztof Varga, muz. Dr Misio                        |       |
| 2.  | "Pedagogika"                                                | 4:31  |
|     | - sł. Marcin Świetlicki, muz. Dr Misio                      |       |
| 3.  | "Sekta"                                                     | 3:52  |
|     | - sł. Krzysztof Varga, muz. Dr Misio                        |       |
| 4.  | "Modlitwa"                                                  | 3:32  |
|     | - sł. Krzysztof Varga, muz. Dr Misio                        |       |
| 5.  | "Metro"                                                     | 3:30  |
|     | - sł. Krzysztof Varga, muz. Dr Misio                        |       |
| 6.  | "Powstaniec"                                                | 4:02  |
|     | - sł. Krzysztof Varga, muz. Dr Misio, Olaf Deriglasoff      |       |
| 7.  | "Hipster"                                                   | 3:21  |
|     | - sł. Krzysztof Varga, muz. Dr Misio                        |       |
| 8.  | "Klub Trup"                                                 | 3:03  |
|     | - sł. Krzysztof Varga, muz. Dr Misio, Aleksander Maksimow   |       |
| 9.  | "Ona wie"                                                   | 3:53  |
|     | - sł. Cyprian Kamil Norwid, muz. Dr Misio, Olaf Deriglasoff |       |
| 10. | "Wrzesień"                                                  | 3:30  |
|     | - sł. Marcin Świetlicki, muz. Dr Misio                      |       |
| 11. | "Parada"                                                    | 4:18  |
|     | - sł. Krzysztof Varga, muz. Dr Misio                        |       |
| 12. | "Sam sobie"                                                 | 5:17  |
|     | - sł. Marcin Świetlicki, muz. Dr Misio                      |       |
| 13. | "Ślepe koty"                                                | 3:19  |
|     |                                                             |       |
|     |                                                             | 49:16 |
|     |                                                             |       |

## Pogo – Edycja specjalna
Opracowano na podstawie materiału źródłowego.

### CD
1. "Pogo"
2. "Pedagogika"
3. "Sekta"
4. "Modlitwa"
5. "Metro"
6. "Powstaniec"
7. "Hipster"
8. "Klub Trup"
9. "Ona wie"
10. "Wrzesień"
11. "Parada"
12. "Sam sobie"

Utwory dodatkowe
1. "Ślepe koty"
2. "Warszawska masakra piłą spalinową"
3. "Miłość"

### DVD
1. "Historia morderstwa"
2. "Mail od umarłego"
3. "Krew na księżycu"
4. "Powstaniec"
5. "Pogo"
6. "Metro"
7. "Sekta"
8. "Hipster"
9. "Pedagogika"
10. "Dziewczyny"
11. "Mentolowe papierosy"
12. "Młodzi"
13. "Mr Hui"
14. "Pies"
15. "Życie"
16. "Pogo"

## Pozycje na listach
| Lista (2014) | Najwyższa pozycja |
| ------------ | ----------------- |
| ZPAV         | 37                |